# ペトル・フィアラ
ペトル・フィアラ（Petr Fiala、1964年9月1日 - ）は、チェコの政治家、政治学者。現首相。就任中に戦時下のウクライナを訪問したことは国内を驚かせたが、ウォロディミル・ゼレンスキー大統領との会談でウクライナのEU加盟を支持する意向を伝えた。

## 来歴
厳格なカトリック教徒のユダヤ人家庭の一員として生まれ育った 。1988年にマサリク大学教養学部を卒業後、クロムニェジーシュの地方博物館で歴史家として勤務。1989年から雑誌編集者として働く傍、1993年には民主主義の共有を目的に文化研究センター（CDK）を設立したが、センターが国の補助金を受け入れていたため、2021年の選挙運動中のフィアラの活動について批判された。1996年にプラハのカレル大学で教鞭を執り、2004年にはマサリク大学学長に選出される。フィアラが学長を務めていた間、マサリク大学は入学者数を約45,000人に増やし、志願者数でチェコで最も人気のある大学へと成長させた。
2011年9月、フィアラはネチャス政権下で科学担当首席補佐官を務め、2012年5月2日には教育大臣に任命され、2013年にネチャスが内閣総辞職を行うまでその地位に留まった。2013年の議会選挙で、フィアラは下院議員に無所属で選出され、同年11月に市民民主党に入党。2016年党首に再選。フィアラは市民民主党を率いて2017年の議会選挙に出馬し、同党は得票率11%で2位になった。フィアラはアンドレイ・バビシュ首相ANO 2011から連立政権への参加を提案されたが、交渉を拒否。同年11月28日、フィアラは183票中116票を獲得し、代議院副議長に選出される。2021年総選挙では協力（SPOLU）、海賊と市長（PirStan）との政党連合を発足することが合意された。選挙に先立ち、世論調査ではANO 2011が勝利することが示唆されたが、選挙の混乱で協力党が代議院が過半数の議席を取得。2021年には中道右派連立政権を樹立する協定に調印し、財政赤字の削減を約束。ミロシュ・ゼマン大統領の新内閣の樹立を要請されたことに伴い、内閣のメンバーを指名。同年11月28日にチェコ第13代首相に任命された。就任直後、新型コロナウイルスに対する非常事態宣言の即時解除を発表。
2022年ロシアのウクライナ侵攻ではロシアに対し、経済制裁を行った上でポーランドのマテウシュ・モラヴィエツキ首相やスロベニアのヤネス・ヤンシャ首相と共にウクライナを訪問し、ウォロディミル・ゼレンスキー大統領と会談を行った。

## 思想
保守派及び欧州懐疑主義で知られており、著書では同性婚やポピュリズムに対して反対している。